# Walter Hofmann
Walter Hofmann (Sömmerda, 26 settembre 1949) è un ex canoista tedesco.

## Palmarès

### Olimpiadi
- 1 medaglia:
  - 1 oro (Monaco di Baviera 1972 nello slalom C2)

### Mondiali
- 4 medaglie:
  - 3 ori (Merano 1971 nel C2 a squadre; Skopje 1975 nel C2 a squadre; Spittal 1977 nel C2)
  - 1 argento (Merano 1971 nel C2)